# Richard Fortey
Richard Alan Fortey (Londra, 15 febbraio 1946 – 7 marzo 2025) è stato un paleontologo, geologo e divulgatore scientifico britannico.

## Biografia
Fortey divenne famoso per le sue ricerche paleontologiche sui trilobiti e sui graptoliti ed era noto ai lettori non specialisti per aver scritto alcuni libri di divulgazione scientifica di successo. Fu membro della Royal Society dal 1997 e presidente della Geological Society of London nel biennio 2006-2008. In precedenza era stato dirigente di ricerca al Natural History Museum di Londra. Partecipò a numerose spedizioni paleontologiche in vari paesi, fra cui l'Italia, Cipro e l'isola di Terranova.

## Opere
- Richard A. Fortey, The ordovician trilobites of Spitsbergen, Oslo: Norsk Polarinstitutt, 1974-1975.
- Richard A. Fortey, Fossils: the key to the past, First edition, London: Heinemann, 1982. Second edition, Cambridge: Harvard University press, 1991. Third edition, London: Natural History Museum, 2002.
- Richard A. Fortey, Terra: una storia intima (titolo originale The Earth: An Intimate History), traduzione di Giuliana Olivero, Torino: Codice; Roma: Le scienze, 2007.
- Richard A. Fortey, Età: quattro miliardi di anni (titolo originale Life: An Unauthorized Biography. A Natural History of the First Four Billion Years of Life on Earth), Traduzione di Isabella C. Blum, Milano: Mondolibri, stampa 2000.
- Richard A. Fortey e R. H. Thomas (eds), Arthropod relationships, Collezione The Systematics association special volumes, London: Chapman & Hall, 1998, ISBN 0412754207.
- Philip D. Lane, Derek J. Siveter e Richard A. Fortey (eds), Trilobites and their relatives: contributions from the third international conference, Oxford 2001, London: the Palaeontological association, 2003.
- Richard A. Fortey, The Hidden Landscape: Journey into the Geological Past, London; Jonathan Cape, 1993, ISBN 0712660402

## Riconoscimenti
- Nel 1996 ha ricevuto la Medaglia Lyell [3].
- Nel 2000 ha ricevuto la Medaglia Frink [4].
- Nel 2006 ha ricevuto il Michael Faraday Prize [5].
- Nel 2009 ha ricevuto il Linnean Legacy Award [6].